# Nhà thờ chính tòa Getafe

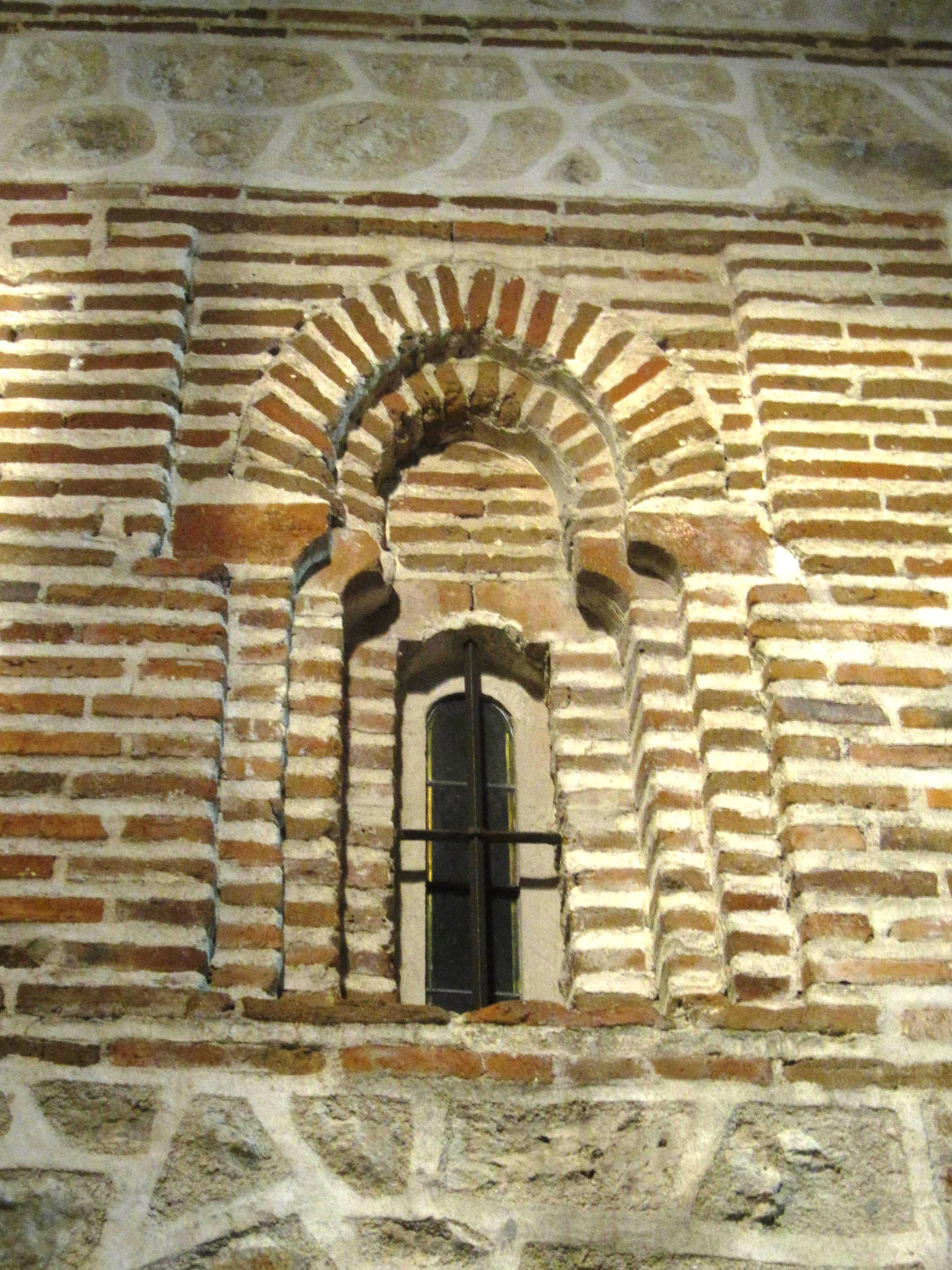
Cửa sổ Mudéjar với phần tháp thấp.

Nhà thờ chính tòa La Magdalena (Tiếng Tây Ban Nha: Catedral de La Magdalena) là một nhà thờ chính tòa nằm ở Getafe, Tây Ban Nha. Nó là một nhà thờ trong thời gian dài trước khi nâng cấp thành nhà thờ chính tòa năm 1991 với sự thành lập Giáo phận Công giáo Roma Getafe.
Nhà thờ được thiết kế bởi Alonso de Covarrubias và Juan Gómez de Mora, được bắt đầu xây dựng vào thế kỷ 16 và hoàn thành năm 1770. Tháp chuông, có từ một dinh thự trước đây vào thế kỷ 14, theo phong cách Mudéjar, trong khi toàn bộ kiến trúc nhà thờ chủ yếu là kiến trúc Phục Hưng hay kiến trúc Baroque.
Nhà thờ được công nhận là di sản Bien de Interés Cultural năm 1958.